# Saturn Award für den besten internationalen Film
Folgende Filme haben den Saturn Award für den besten internationalen Film gewonnen:
| Jahr | Film                                    | Weitere Nominierungen |
| ---- | --------------------------------------- | --- |
| 2007 | Pans Labyrinth                          | Apocalypto The Host Fearless Letters from Iwo Jima Der Fluch der goldenen Blume                                                            |
| 2008 | Tödliche Versprechen – Eastern Promises | Wächter des Tages – Dnevnoi Dozor Das Waisenhaus Goyas Geister 1 Mord für 2 Black Book                                                     |
| 2009 | So finster die Nacht                    | Brügge sehen… und sterben? Slumdog Millionär Transsiberian                                                                                 |
| 2010 | District 9                              | 96 Hours Durst Das Kabinett des Doktor Parnassus Lornas Schweigen Red Cliff                                                                |
| 2011 | Monsters                                | Centurion Metropolis Mother Rare Exports Verblendung                                                                                       |
| 2012 | Die Haut, in der ich wohne              | Attack the Block Largo Winch – Tödliches Erbe Melancholia Point Blank – Aus kurzer Distanz Trollhunter                                     |
| 2013 | Headhunters                             | Anna Karenina Huhn mit Pflaumen Die Fee My Way – Ein Leben für das Chanson Pusher                                                          |
| 2014 | Big Bad Wolves                          | Blancanieves Hijacking – Todesangst … In der Gewalt von Piraten How I Live Now Stoker The World’s End                                      |
| 2015 | Die Entdeckung der Unendlichkeit        | Bird People Am Sonntag bist Du tot Höhere Gewalt Der Schaum der Tage Die Liebe seines Lebens                                               |
| 2016 | Turbo Kid                               | Der Hundertjährige, der aus dem Fenster stieg und verschwand Ich seh, Ich seh Im Labyrinth des Schweigens Legend The Wave – Die Todeswelle |
| 2017 | Die Taschendiebin                       | Einer nach dem anderen Elle The Mermaid Shin Godzilla Under the Shadow                                                                     |
| 2018 | Baahubali 2: The Conclusion             | Brimstone The Lodgers Charles Dickens: Der Mann, der Weihnachten erfand The Square Wolf Warrior 2                                          |
| 2019 | Burning                                 | Aniara Border Ghost Stories The Guilty Shadow                                                                                              |
| 2021 | Parasite                                | Jojo Rabbit The Nightingale – Schrei nach Rache Official Secrets Sputnik – Es wächst in dir La Gomera                                      |
| 2022 | RRR                                     | Downton Abbey II: Eine neue Ära Eiffel in Love Ich bin dein Mensch Helden der Wahrscheinlichkeit Silent Night – Und morgen sind wir tot    |
| 2024 | Sisu                                    | Madeleine Collins The Missing L’origine du mal Ransomed Speak No Evil                                                                      |
| 2025 | Godzilla Minus One                      | Animalia Kill Monkey Man Oddity Die Schneegesellschaft                                                                                     |